# Robbie Coltrane
Robbie Coltrane (született: Anthony Robert McMillan, Rutherglen, 1950. március 30. – Larbert, 2022. október 14.) skót származású színész, humorista és író.
Legismertebb alakításai Rubeus Hagrid (Harry Potter-filmek), Valentin Dmitrovich Zukovsky (James Bond-filmek: Aranyszem és A világ nem elég), valamint Dr. Eddie "Fitz" Fitzgerald a Cracker című angol sorozatban.

## Fiatalkora és családja
1950. március 30-án született Anthony Robert McMillan néven a skóciai Rutherglenben, Jean Ross Howie tanítónő és zongoraművész, valamint Ian Baxter McMillan orvos fiaként, aki igazságügyi rendőrségi sebészként is dolgozott. Két lánytestvére van, Annie és Jane. Coltrane Thomas W. Howie skót üzletember dédunokája és Forbes Howie üzletember unokaöccse volt.

## Halála
2022. október 14-én, 72 éves korában, a skóciai Larbertben lévő Forth Valley Royal Kórházban hunyt el többszörös szervi elégtelenségben. Halála előtt két évig betegeskedett.

## Filmográfia

### Film
| Év   | Magyar cím                               | Eredeti cím                                   | Szerep                          | Magyar hang      |
| ---- | ---------------------------------------- | --------------------------------------------- | ------------------------------- | ---------------- |
| 1980 | Flash Gordon                             | Flash Gordon                                  | férfi a repülőtéren             |                  |
| 1980 | Halál egyenes adásban                    | Death Watch                                   | Limuzin sofőr                   | Konrád Antal     |
| 1981 |                                          | Subway Riders                                 | bűnügyi nyomozó                 |                  |
| 1982 | Britannia gyógyintézet                   | Britannia Hospital                            | sztrájkoló munkás a sorban      | néma szerep      |
| 1983 |                                          | Ghost Dance                                   | George                          |                  |
| 1983 | Támadás a Krull bolygó ellen             | Krull                                         | Rhun                            |                  |
| 1984 |                                          | Chinese Boxes                                 | Harwood                         |                  |
| 1985 | Európai vakáció                          | National Lampoon's European Vacation          | férfi a fürdőszobában           |                  |
| 1985 | Amerika fegyverben                       | Revolution                                    | New York-i polgár               |                  |
| 1985 |                                          | The Supergrass                                | Troy nyomozó őrmester           |                  |
| 1985 | A birodalom védelme                      | Defence of the Realm                          | Leo McAskey                     |                  |
| 1986 | Caravaggio                               | Caravaggio                                    | Scipione                        | Szűcs Sándor     |
| 1986 | Mona Lisa                                | Mona Lisa                                     | Thomas                          | Schneider Zoltán |
| 1986 | Mona Lisa                                | Mona Lisa                                     | Thomas                          | Szombathy Gyula  |
| 1987 |                                          | Eat the Rich                                  | Jeremy                          |                  |
| 1988 |                                          | The Fruit Machine                             | Annabelle                       |                  |
| 1989 | V. Henrik                                | Henry V                                       | Falstaff                        | Faragó András    |
| 1989 | V. Henrik                                | Henry V                                       | Falstaff                        | Várkonyi András  |
| 1989 |                                          | Bert Rigby, You're a Fool                     | Sid Trample                     |                  |
| 1989 | Tétre vagy befutóra                      | Let It Ride                                   | jegyeladó                       | Hankó Attila     |
| 1989 |                                          | Danny, the Champion of the World              | Victor Hazell                   |                  |
| 1989 | A pusztító szél harcosai                 | Slipstream                                    | Montclaire                      | Szűcs Sándor     |
| 1990 |                                          | Midnight Breaks                               | Hudge                           |                  |
| 1990 | Apócák a pácban                          | Nuns on the Run                               | Charlie McManus Inviolata nővér | Kerekes József   |
| 1990 |                                          | Perfectly Normal                              | Alonzo Turner                   |                  |
| 1991 | Tévedések pápája                         | The Pope Must Die                             | A pápa                          | Gesztesi Károly  |
| 1991 | Tévedések pápája                         | The Pope Must Die                             | A pápa                          | Kassai Károly    |
| 1991 |                                          | Triple Bogey on a Par Five Hole               | Steffano Baccardi               |                  |
| 1992 | Micsoda éjszaka!                         | Oh, What a Night                              | Todd                            |                  |
| 1993 |                                          | Boswell & Johnson's Tour of the Western Isles | Dr. Samuel Johnson              |                  |
| 1993 | Huckleberry Finn kalandjai               | The Adventures of Huck Finn                   | A herceg                        | Cs. Németh Lajos |
| 1995 | Aranyszem                                | GoldenEye                                     | Valentin Dmitrovics Zukovszkij  | Ujlaki Dénes     |
| 1997 | Majomszeretet                            | Buddy                                         | Dr. Bill Lintz                  |                  |
| 1998 |                                          | Frogs for Snakes                              | Al Santana                      |                  |
| 1998 | Amerikai bérgyilkosnő                    | Montana                                       | A főnök                         | Hollósi Frigyes  |
| 1999 | A világ nem elég                         | The World Is Not Enough                       | Valentin Dmitrovics Zukovszkij  | Csuja Imre       |
| 1999 | Üzenet a palackban                       | Message in a Bottle                           | Charlie Toschi                  | Kránitz Lajos    |
| 2001 |                                          | On the Nose                                   | Delaney                         |                  |
| 2001 | A pokolból                               | From Hell                                     | Peter Godley őrmester           | Hollósi Frigyes  |
| 2001 | Harry Potter és a bölcsek köve           | Harry Potter and the Philosopher's Stone      | Rubeus Hagrid                   | Hollósi Frigyes  |
| 2002 | Harry Potter és a Titkok kamrája         | Harry Potter and the Chamber of Secrets       | Rubeus Hagrid                   | Hollósi Frigyes  |
| 2004 | Harry Potter és az azkabani fogoly       | Harry Potter and the Prisoner of Azkaban      | Rubeus Hagrid                   | Hollósi Frigyes  |
| 2004 | Ocean’s Twelve – Eggyel nő a tét         | Ocean's Twelve                                | Matsui                          | Faragó András    |
| 2004 | Van Helsing – A londoni küldetés         | Van Helsing: The London Assignment            | Mr. Hyde (hangja)               | Hollósi Frigyes  |
| 2004 | Van Helsing                              | Van Helsing                                   | Mr. Hyde (hangja)               | Hollósi Frigyes  |
| 2005 | Harry Potter és a Tűz Serlege            | Harry Potter and the Goblet of Fire           | Rubeus Hagrid                   | Hollósi Frigyes  |
| 2006 | 001 – Az első bevetés                    | Stormbreaker                                  | A miniszterelnök                | Bolla Róbert     |
| 2006 |                                          | Provoked                                      | Lord Edward Foster              |                  |
| 2007 | Harry Potter és a Főnix Rendje           | Harry Potter and the Order of the Phoenix     | Rubeus Hagrid                   | Hollósi Frigyes  |
| 2008 | Cincin lovag                             | The Tale of Despereaux                        | Gregory (hangja)                | Hollósi Frigyes  |
| 2008 | Szélhámos fivérek                        | The Brothers Bloom                            | A kurátor                       | Faragó András    |
| 2009 | Gooby                                    | Gooby                                         | Gooby (hangja)                  |                  |
| 2009 | Harry Potter és a Félvér Herceg          | Harry Potter and the Half-Blood Prince        | Rubeus Hagrid                   | Hollósi Frigyes  |
| 2010 | Harry Potter és a Halál ereklyéi 1. rész | Harry Potter and the Deathly Hallows Part 1   | Rubeus Hagrid                   | Hollósi Frigyes  |
| 2011 | Harry Potter és a Halál ereklyéi 2. rész | Harry Potter and the Deathly Hallows Part 2   | Rubeus Hagrid                   | Hollósi Frigyes  |
| 2012 | Merida, a bátor                          | Brave                                         | Lord Dingwall (hangja)          | Harsányi Gábor   |
| 2012 | Szép remények                            | Great Expectations                            | Mr. Jaggers                     | Vass Gábor       |
| 2014 |                                          | Effie Gray                                    | doktor                          |                  |

### Televízió
| Év        | Magyar cím                                         | Eredeti cím                                       | Szerep                                  | Megjegyzések                                  |
| --------- | -------------------------------------------------- | ------------------------------------------------- | --------------------------------------- | --------------------------------------------- |
| 1979      |                                                    | Play for Today                                    | Jimmie                                  | 1 epizód                                      |
| 1980      |                                                    | The Lost Tribe                                    | határőr                                 | 1 epizód                                      |
| 1981      |                                                    | Metal Mickey                                      | Jason                                   | 1 epizód                                      |
| 1981      |                                                    | Keep It in the Family                             | Mr. Conway                              | 1 epizód                                      |
| 1982      |                                                    | Sin on Saturday                                   | önmaga                                  | 2 epizód                                      |
| 1982–1984 |                                                    | The Young Ones                                    | Slobber / Dr. Carlisle / Blood kapitány | 22 epizód                                     |
| 1982–2012 |                                                    | The Comic Strip Presents...                       | több szereplő                           | 1-5. évad rendező és társíró (1 epizód, 1993) |
| 1983      | Foglalkoznak már önnel?                            | Are You Being Served                              | C.B. (hangja)                           | 1 epizód                                      |
| 1983      |                                                    | Alfresco                                          | több szereplő                           | 13 epizód                                     |
| 1984      |                                                    | A Kick Up the Eighties                            | több szereplő                           | Richard Stilgoe helyét vette át               |
| 1984      |                                                    | Laugh??? I Nearly Paid My Licence Fee             | több szereplő                           | forgatókönyvíró                               |
| 1987      | Fekete Vipera                                      | Blackadder the Third                              | Samuel Johnson                          | 1 epizód (3. évad)                            |
| 1987      |                                                    | Tutti Frutti                                      | Danny McGlone                           | 6 epizód                                      |
| 1988      |                                                    | Friday Night Live                                 | több szerep                             |                                               |
| 1988      | A Fekete Vipera karácsonyi éneke                   | Blackadder's Christmas Carol                      | A karácsony szelleme                    | karácsonyi különkiadás                        |
| 1989      |                                                    | The Robbie Coltrane Special                       | önmaga                                  | különkiadás (társíró)                         |
| 1991      |                                                    | Screen One                                        | Liam Kane pszichiáter                   | 1 epizód                                      |
| 1992      |                                                    | The Bogie Man                                     | Francis Forbes Clunie                   | tévéfilm                                      |
| 1993      |                                                    | The Legend of Lochnagar                           | Az öreg ember (hangja)                  | tévéfilm                                      |
| 1993      |                                                    | Coltrane in a Cadillac                            | önmaga                                  | dokumentumfilm                                |
| 1993–2006 |                                                    | Cracker                                           | Dr. Eddie 'Fitz' Fitzgerald             | 25 epizód                                     |
| 1997      |                                                    | Coltrane's Planes and Automobiles                 | önmaga                                  | dokumentumfilm                                |
| 1998      |                                                    | The Ebb-Tide                                      | Chisholm kapitány                       | tévéfilm                                      |
| 1999      | Alice csodaországban                               | Alice in Wonderland                               | Ned Tweedledum                          | tévéfilm                                      |
| 2003      |                                                    | The Planman                                       | Jack Lennox QC                          |                                               |
| 2004      | Oroszlánbecsület                                   | Pride                                             | James (hangja)                          | tévéfilm                                      |
| 2004      | Frasier – A dumagép                                | Frasier                                           | Michael Moon                            | 1 epizód                                      |
| 2005      |                                                    | Still Game                                        | Davie                                   | 1 epizód                                      |
| 2006      |                                                    | Cracker                                           | Dr. Eddie 'Fitz' Fitzgerald             | tévéfilm                                      |
| 2007      |                                                    | Robbie Coltrane B Road Britain                    | önmaga                                  | TV dokumentumfilm                             |
| 2009      |                                                    | Murderland                                        | D.I. Douglas Hain                       | háromrészes dráma                             |
| 2009      | A Graffaló                                         | The Gruffalo                                      | A Gruffaló (hangja)                     | rövidfilm                                     |
| 2011      |                                                    | Lead Balloon                                      | Donald                                  | 2 epizód                                      |
| 2011      |                                                    | 50 Greatest Harry Potter Moments                  | önmaga                                  | narrátor                                      |
| 2011      | A graffalókölyök                                   | The Gruffalo's Child                              | A Gruffaló (hangja)                     | rövidfilm                                     |
| 2013      |                                                    | The Many Faces of Robbie Coltrane                 | önmaga                                  | dokumentumfilm                                |
| 2016      |                                                    | National Treasure                                 | Paul Finchley                           | négyrészes dráma                              |
| 2016–2018 |                                                    | Robbie Coltrane Critical Evidence                 | házigazda                               |                                               |
| 2020      | Városi legendák                                    | Urban Myths                                       | Orson Welles                            | 1 epizód                                      |
| 2022      | Harry Potter 20. évforduló – Visszatérés Roxfortba | Harry Potter 20th Anniversary: Return to Hogwarts | önmaga                                  | HBO Max különkiadás                           |